# Joița
Joița là một xã thuộc hạt Giurgiu, România. Dân số thời điểm năm 2002 là 8751 người.